# Rubia
Rubia Lam. è un genere di piante della famiglia delle Rubiaceae, che comprende circa 80 specie native dell'Europa, Africa, Asia temperata e America.
Le specie più conosciute sono la robbia comune o garanza (Rubia tinctorum), la robbia selvatica (Rubia peregrina) e la robbia indiana (Rubia cordifolia).

## Descrizione
Le foglie sono apparentemente verticillate a 6 (in realtà due sono stipole e 4 sono foglie), la corolla è formata da 5 lobi, il frutto è una bacca.

## Tassonomia
Il genere comprende le seguenti specie:
- Rubia agostinhoi Dans. & P.Silva
- Rubia aitchisonii Deb & Malick
- Rubia alaica Pachom.
- Rubia alata Wall.
- Rubia albicaulis Boiss.
- Rubia angustisissima Wall. ex G.Don
- Rubia argyi (H.Lév. & Vaniot) Hara ex Lauener
- Rubia atropurpurea Decne.
- Rubia austrozhejiangensis Z.P.Lei, Y.Y.Zhou & R.W.Wang
- Rubia balearica (Willk.) Porta
- Rubia caramanica Bornm.
- Rubia charifolia Wall. ex G.Don
- Rubia chinensis Regel & Maack
- Rubia chitralensis Ehrend.
- Rubia clematidifolia Blume ex Decne.
- Rubia cordifolia L.
- Rubia crassipes Collett & Hemsl.
- Rubia cretacea Pojark.
- Rubia danaensis Danin
- Rubia davisiana Ehrend.
- Rubia deserticola Pojark.
- Rubia discolor Turcz.
- Rubia dolichophylla Schrenk
- Rubia edgeworthii Hook.f.
- Rubia falciformis H.S.Lo
- Rubia filiformis F.C.How ex H.S.Lo
- Rubia florida Boiss.
- Rubia fruticosa Aiton
- Rubia garrettii Craib
- Rubia gedrosiaca Bornm.
- Rubia haematantha Airy Shaw
- Rubia hangii L.E Yang & Z.L.Nie
- Rubia hexaphylla (Makino) Makino
- Rubia himalayensis Klotzsch
- Rubia hispidicaulis D.G.Long
- Rubia horrida (Thunb.) Puff
- Rubia infundibularis Hemsl. & Lace
- Rubia jesoensis (Miq.) Miyabe & Kudo
- Rubia komarovii Pojark.
- Rubia krascheninnikovii Pojark.
- Rubia laevissima Tsckern.
- Rubia latipetala H.S.Lo
- Rubia laurae (Holmboe) Airy Shaw
- Rubia laxiflora Gontsch.
- Rubia linii J.M.Chao
- Rubia magna P.G.Xiao
- Rubia mandersii Collett & Hemsl.
- Rubia manjith Roxb. ex Fleming
- Rubia maymanensis Ehrend. & Schönb.-Tem.
- Rubia membranacea Diels
- Rubia occidens Capelo, M.Seq. & H.Schaef.
- Rubia oncotricha Hand.-Mazz.
- Rubia oppositifolia Griff.
- Rubia ovatifolia Z.Ying Zhang ex Q.Lin
- Rubia pallida Diels
- Rubia pauciflora Boiss.
- Rubia pavlovii Bajtenov & Myrz.
- Rubia peregrina L.
- Rubia petiolaris DC.
- Rubia philippinensis Elmer
- Rubia pianmaensis R.Li & H.Li
- Rubia podantha  Diels
- Rubia polyphlebia H.S.Lo
- Rubia pseudogalium Ehrend.
- Rubia pterygocaulis H.S.Lo
- Rubia rechingeri Ehrend.
- Rubia regelii Pojark.
- Rubia rezniczenkoana Litv.
- Rubia rigidifolia Pojark.
- Rubia rotundifolia Banks & Sol.
- Rubia salicifolia H.S.Lo
- Rubia schugnanica B.Fedtsch. ex Pojark.
- Rubia schumanniana E.Pritz.
- Rubia siamensis Craib
- Rubia sikkimensis Kurz
- Rubia sylvatica (Maxim.) Nakai
- Rubia tatarica (Trevir.) F.Schmidt
- Rubia tenuifolia d'Urv.
- Rubia tenuissima ined.
- Rubia thunbergii DC.
- Rubia tibetica Hook.f.
- Rubia tinctorum L.
- Rubia transcaucasica Grossh.
- Rubia trichocarpa H.S.Lo
- Rubia truppeliana Loes.
- Rubia urceolata X.F.Wang & C.H.Wang
- Rubia wallichiana Decne.
- Rubia yunnanensis Diels